# Reinhard Cherubim
Reinhard Cherubim (* 9. Mai 1906 in Stettin; † 19. April 1980 in Aachen) war ein deutscher Schachspieler, Schachjournalist, Schachfunktionär und Spezialist für Bewertungssysteme.

## Leben
Cherubim studierte Mathematik in Göttingen und promovierte zum Thema Die Methode der effektiven Wellenlängen und ihre Anwendung auf den offenen Sternhaufen M 34. Im Zweiten Weltkrieg war er Leutnant. Von 1948 bis 1972 unterrichtete er am Jungengymnasium in Wattenscheid, der Märkischen Schule. Dort leitete er auch die Schulschachgruppe. Die Jugendspieler der Schulschachgruppe integrierte er in die Jugendmannschaften des SV Wattenscheid.

## Schachaktivitäten
Cherubim nahm an etwa 50 internationalen Schachturnieren teil, eine besondere Bindung entwickelte er zum Schachturnier in Hastings. In Wattenscheid gewann er, bis auf eine Unterbrechung, zwischen 1948 und 1960 sämtliche Stadtmeisterschaften sowie die Meisterschaften des Schachbezirks Bochum.
Cherubim komponierte auch einige Schachaufgaben.
|   | a | b | c | d | e | f | g | h |   |
| 8 |   |   |   |   |   |   |   |   | 8 |
| 7 |   |   |   |   |   |   |   |   | 7 |
| 6 |   |   |   |   |   |   |   |   | 6 |
| 5 |   |   |   |   |   |   |   |   | 5 |
| 4 |   |   |   |   |   |   |   |   | 4 |
| 3 |   |   |   |   |   |   |   |   | 3 |
| 2 |   |   |   |   |   |   |   |   | 2 |
| 1 |   |   |   |   |   |   |   |   | 1 |
|   | a | b | c | d | e | f | g | h |   |

Matt in 3 Zügen

Lösung: 

1. Sb5! cxd5 2. c6 bxc6 3. b7 matt

oder 2. … Lxb6 3. cxb7 matt

1. … Lxb6 2. cxb6 cxb5 3. Lxb7 matt

oder 2. … cxd5 3. Sc7 matt

## Organisatorische Tätigkeiten
Cherubim hatte ab 1947 wesentlichen Anteil an der Einführung der Ingo-Zahl, einer Wertungszahl, in Deutschland. Beim Aufkommen der Elo-Zahlen entwickelte er eine Umrechnungsformel, mit der man aus der Ingo-Zahl die Elo-Zahl ermitteln kann.
Zudem übernahm er Aufgaben im Deutschen Schachbund, in Nordrhein-Westfalen (Spielleiter und ab 1963 Jugendleiter) und im Bezirk Bochum. 1969 wurde er internationaler Schiedsrichter der FIDE. Für seine Verdienste erhielt er dreimal die Goldene Ehrennadel.
Er veröffentlichte und kommentierte zahlreiche Schachpartien in verschiedenen Schachzeitschriften.